# Tolemaide Terone
Tolemaide Terone (in greco antico: Πτολεμαΐς Θηρών?, Ptolemaís Therón, "Tolemaide delle Cacce") era un mercato sul lato africano del Mar Rosso, la cui localizzazione non è ancora stata determinata.
Secondo Strabone (16.4.7), Tolemaide fu fondato come una base di supporto per la caccia di elefanti da un certo Eumede, il quale vi fu spedito da Tolomeo II Filadelfo, re dell'Egitto tolemaico.
Il Periplo lo indica a 3000 stadi da Aduli e a 4000 stadi da Berenice Trogloditica. Plinio il Vecchio (N.H. 6.168) ci riferisce che Tolemide si trovava vicino al lago Monoleo e che esportava grandi quantità di avorio, corna di rinoceronte, pelli di ippopotamo, gusci di tartaruga, scimmie e schiavi.
Secondo G.W.B. Huntingford, Tolemaide è stato identificato sia con la località di Arkiko che con quella di Suakin, inoltre sottolinea che Suakin si trovava alla fine di un'antica via carovaniera che lo legava al Barbar sul Nilo. Tuttavia, Stanley M. Burstein sostiene che si trovasse a Trinkitat, in cui afferma che siano stati ritrovati ""frammenti architettonici classici".